# Ammophila kennedyi
Ammophila kennedyi là một loài côn trùng cánh màng trong họ Sphecidae, thuộc chi Ammophila. Loài này được Murray miêu tả khoa học đầu tiên năm 1938.